# 滑藤属
滑藤属（学名：Absolmisa）是萝藦科下的一个属，为缠绕藤本植物。该属共有2种，一种产自印度尼西亚、一种产自中国云南。